# Kellogg (Iowa)
Kellogg è una città degli Stati Uniti di 599 abitanti, situata nella contea di Jasper, in Iowa.
È stata fondata nel settembre 1865; la ferrovia raggiunse la città nel 1866, con la presenza di una stazione.